# Operador de estação aeronáutica

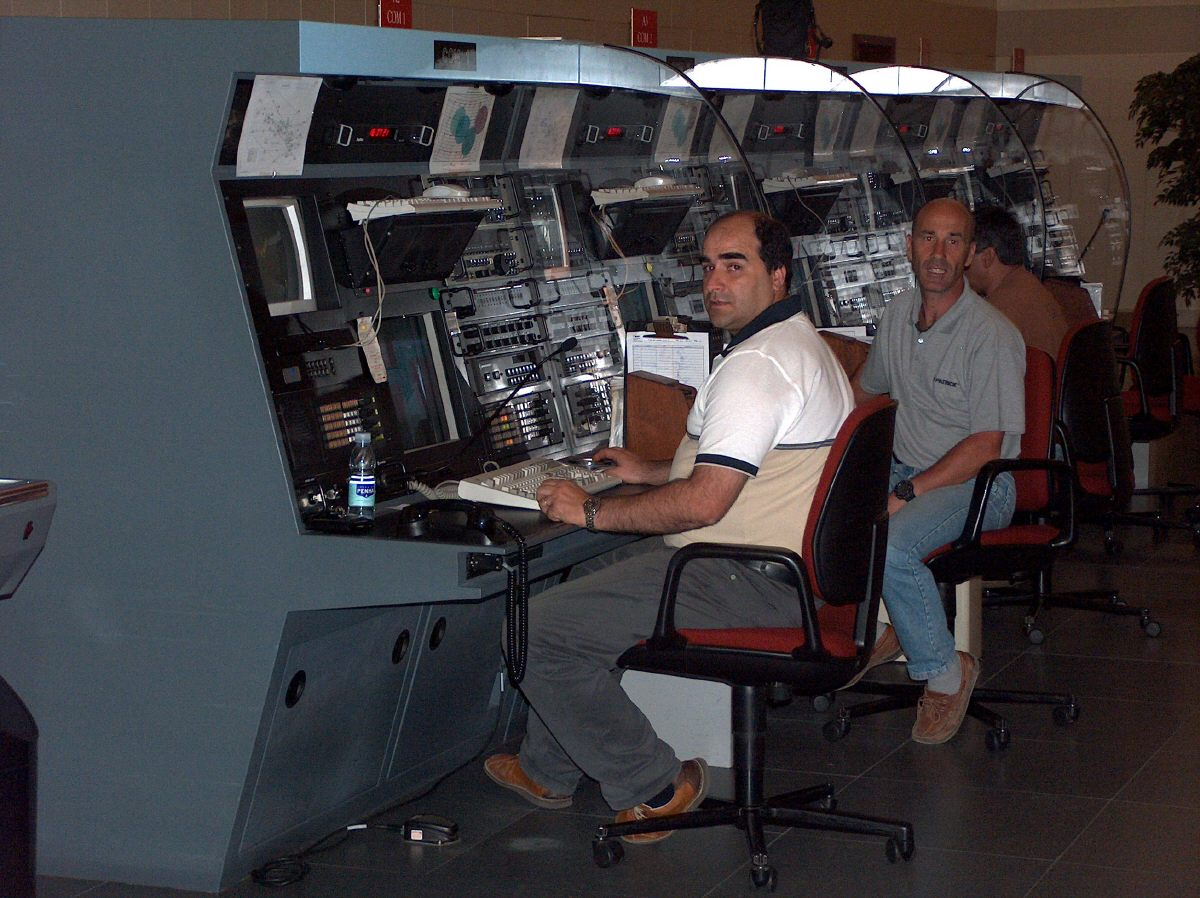
Operadores rádiotelefone de Santa Maria

A função de 'operador de estação aeronáutica',  consiste na prestação de serviços de comunicações aeronáuticas ar-terra e terra-ar entre  aeronaves e estações terrestres.

## Conteúdo operacional
Utilizando as ondas rádio de altas (HF) e muito altas (VHF) frequências, o conteúdo funcional do operador de estação aeronáutica prevê a receção de relatos de posição das aeronaves em voo, pedidos de alteração de rota e perfil de voo, normalmente mudanças de altitude ou velocidade, receção de reportes meteorológicos (aireps) e transmissão de informação meteorológica em rota ou de aeroportos, encaminhando mensagens de urgência ou emergências e atos ilícitos em voo,  difundindo toda esta informação numa rede AFTN (rede fixa de telecomunicações aeronáuticas).

Atualmente dispõem de meios de comunicação via satélite (SATCOM)

### Prestadores de serviços
Na região de informação de voo (RIV) de Santa Maria, os serviços de operador de estação aeronáutica são prestados no Centro de controlo de tráfego aéreo, sediados na Ilha de Santa Maria, sob  gestão da empresa NAV Portugal

### Entidades reguladoras
Gere a sua prestação de trabalho de acordo com regulamentação internacional adotada pelos estados membros, é sugerida por um órgão da ONU chamado OACI (Organização da Aviação Civil Internacional) do qual  Portugal é signatário, cumprindo com as regras das comunicações  rádio em HF e VHF previstas no seu anexo 10.

A organismo competente em Portugal na certificação do operador de estação aeronáutico é o Instituto Nacional de Aviação Civil,  (INAC-I. P. ou simplesmente INAC) .

O INAC exerce também as competências de Autoridade Aeronáutica Nacional e de Registo Aeronáutico Nacional.

## História
O primeiro contato do operador na estação aeronáutica de Santa Maria  com uma aeronave foi efetuado em 26 de Novembro de 1949